# Едуард Артемиев
Едуард Николаевич Арте́миев (на руски: Эдуа́рд Никола́евич Арте́мьев) е руски (съветски) композитор, работещ в жанра на електронната и филмова музика.
Автор е на музиката за над 100 филма, между които шедьоври на Андрей Тарковски, Андрей Кончаловски, Никита Михалков и Карен Шахназаров. Творчеството му включва електронни композиции, опери, симфонии, сюити, инструментални композиции, музика към театрални постановки, радиопиеси, игрални, документални, научнопопулярни и анимационни филми.

## Биография
Едуард Артемиев е роден в Новосибирск, в семейството на Николай и Нина Артемиеви. От 1953 до 1955 г. учи в Московското хорово училище, където негов преподавател е М. А. Парцхаладзе. През 1960 г. завършва Теоретико-композиторския факултет на Московската консерватория в класа на Юрий Шапорин и Н. Н. Сиделников.
Влияние върху формирането му като музикант оказват Александър Скрябин, Клод Дебюси и Игор Стравински. Особено силно впечатление му прави рок операта „Исус Христос суперзвезда“ на Андрю Лойд Уебър.
В периода 1961 – 1963 г. работи в лаборатория за изследване на звуците към научноизследователски институт под ръководството на Евгений Мурзин, създателя на първия фотоелектронен синтезатор АНС. След като изобретението на инженер Мурзин не намира привърженици сред утвърдените композитори, той се обръща към младото поколение. Едуард Артемиев става първият изпълнител на синтезатора АНС.
Пише теоретичното съчинение „Бележки върху електронната музика“.
През 1961 г. създава неголемите музикални пиеси „В космоса“ и „Звездно ноктюрно“ а през 1964 г. – „Етюд“. Електронният жанр привлича интереса на режисьорите на документално и научно-популярно кино и Артемиев се насочва към филмовата музика. Началото на работата му като филмов композитор е поставено с „Мечте навстречу“ (1961) на режисьора Н. Корюков. Счита се, че това е първият филм в съветското кино озвучен с електронна музика. Нея Артемиев създава съвместно с В. Мурадели.
Оформя звуковия дизайн за павилиона на Съветската космическа техника в Лондон през 1962 г.
В 1966 г. Артемиев постъпва в откритата от Мурзин, с подкрепата на Дмитрий Шостакович, студия за електронна музика. Прави музиката към документалните филми „Планета Океан“ и „Дом в Космоса“.
През 1968 г. на фестивала на съвременната музика във Флоренция печели награда с композицията си „Мозайка“. Тя е отличена и на фестивалите във Венеция (1969) и Оранж (1970).
В края на 70-те години Едуард Артемиев експериментира със синтезатора „Синти-100“, създаден от Пьотр Зиновиев.
Новаторството на композитора е забелязано от режисьора Андрей Тарковски. Артемиев създава музиката на три от неговите филми: „Соларис“ (1972), „Огледало“ (1974) и „Сталкер“ (1979).
През 2000 г. композиторът завършва операта „Разколников“ (по романа „Престъпление и наказание“ на Достоевски), която е започнал още през 1977 г.
Дълготрайно сътрудничество го свързва с Никита Михалков. Артемиев е автор на музиката към по-голямата част от филмите му, сред които „Свой сред чужди, чужд сред свои“ (1974), „Изпепелени от слънцето“ (1994), „Сибирският бръснар“ (1998).
Едуард Артемиев е председател на Руската асоциация за електроакустична музика, основана през 1990 г. Член е на изпълнителния комитет на Интернационалната конфедерация за електроакустична музика ICEM към ЮНЕСКО.
Живее и работи в Москва. Женен е за Изолда Артемиева, има син – Артемий Артемиев, който също се занимава с музика.
Умира на 29 декември 2022 г.

## Филмова музика
Информацията в този раздел подлежи на допълване.
- 1963 г. – „На среща с мечтата“, реж. Михаил Карюков и Отар Коберидзе
- 1967 г. – „Арена“, реж. Самсон Самсонов
- 1967 г. – „Урок по литература“, реж. Сергей Кореньов
- 1969 г. – „Големите студове“, реж. Николай Серебряков
- 1969 г. – „Всяка вечер в единайсет“, реж. Самсон Самсонов
- 1969 г. – „Среща при старата джамия“, реж. Сухбат Хамидов
- 1970 г. – „Спокоен ден в края на войната“, реж. Никита Михалков
- 1970 г. – „Чудното момче“, реж. Александър Орлов
- 1972 г. – „Соларис“, реж. Андрей Тарковски
- 1974 г. – „Свой сред чужди, чужд сред свои“, реж. Никита Михалков
- 1974 г. – „Огледало“, реж. Андрей Тарковски
- 1976 г. – „Робиня на любовта“, реж. Никита Михалков
- 1977 г. – „Недовършена пиеса за механично пиано“, реж. Никита Михалков
- 1979 г. – „Сталкер“, реж. Андрей Тарковски
- 1979 г. – „Сибириада“, реж. Андрей Кончаловски
- 1979 г. – „Няколко дни от живота на И.И. Обломов“, реж. Никита Михалков
- 1981 г. – „Родня“, реж. Никита Михалков
- 1983 г. – „Без свидетели“, реж. Никита Михалков
- 1984 г. – „ТАСС е упълномощена да заяви“, реж. Владимир Фокин
- 1988 г. – „Хоумър и Еди“, реж. Андрей Кончаловски
- 1988 г. – „Град Зеро“, реж. Карен Шахназаров
- 1990 г. – „Автостоп“, реж. Никита Михалков
- 1991 г. – „Урга-територия на любовта“, реж. Никита Михалков
- 1992 г. – „Вътрешен кръг“, реж. Андрей Кончаловски
- 1993 г. – „Ана от 6 до 18“, реж. Никита Михалков
- 1994 г. – „Изпепелени от слънцето“, реж. Никита Михалков
- 1997 г. – „Одисея“, реж. Андрей Кончаловски
- 1998 г. – „Сибирският бръснар“, реж. Никита Михалков
- 2002 г. – „Домът на глупците“, реж. Андрей Кончаловски
- 2007 г. – „12“, реж. Никита Михалков
- 2011 г. – „Спокойната граница“, реж. Сергей Маховиков
- 2012 г. – „Москва 2017“, реж. Джейми Брадшоу
- 2013 г. – „Легенда 17“, реж. Николай Лебедев
- 2014 г. – „Белите нощи на пощальона Алексей Тряпицин“, реж. Андрей Кончаловски
- 2014 г. – „Слънчев удар“, реж. Никита Михалков
- 2016 г. – „Герой“, реж. Юрий Василиев
- 2019 г. – „Грях“, реж. Андрей Кончаловски
- 2020 г. – „Шоколадовия револвер“, реж. Никита Михалков

## Цикъл „Соларис“, „Огледало“, „Сталкер“
Създаден е от композитора през 1989 г. въз основата на музиката към филмите на Андрей Тарковски. Състои се от 13 пиеси: „Тема“, „Поезд“, „Болезнь“, „Станция“, „Слушая Баха“, „Исход“, „Они шли долго“, „Сон“, „Медитация“, „Океан“, „Картина Брейгеля“, „Возвращение“ и „Посвящение А. Тарковскому“.

## Отличия
- 1968 г. – златен медал от ВДНХ, Флоренция, за музикалната композиция „Мозайка“.
- 1985 г. – заслужил деятел на изкуствата на Русия.
- 1988 г. – почетен гражданин на град Балтимор, САЩ.
- 1999 г. – народен артист на Русия.
- Лауреат на 4 държавни премии в областта на литературата и изкуствата (1988, 1993, 1995, 1999) за игралните филми „Куриер“ (1986), „Урга – територия на любовта“ (1991), „Изпепелени от слънцето“ (1994) и „Сибирският бръснар“ (1998).
- Трикратен лауреат на премията „Ника“ за музиката към филмите „Лимит“ (1995), „Мама“ (2000) и „Шофьор за Вера“ (2004).
- 2000 г. – лауреат на премията „Изкуство на обединението на човека и информацията“ в категорията „Изкуство“.
- 2001 г. – лауреат на премията „Свети Георги“ от XXIII московски международен кинофестивал за „забележителен принос в световната кинематография“.

## За него
- Т. Егорова, Вселенная Эдуарда Артемьева. Вагриус, 2006, 296 с. ISBN 5-9697-0193-9